# Kanton Boves
Kanton Boves is een voormalig kanton van het Franse departement Somme. Het kanton maakte deel uit van het arrondissement Amiens. Het werd opgeheven bij decreet van 26 februari 2014 met uitwerking in 2015.

## Gemeenten
Het kanton Boves omvatte de volgende gemeenten:
- Blangy-Tronville
- Boves (hoofdplaats)
- Cachy
- Cottenchy
- Dommartin
- Dury
- Estrées-sur-Noye
- Fouencamps
- Gentelles
- Glisy
- Grattepanche
- Guyencourt-sur-Noye
- Hailles
- Hébécourt
- Remiencourt
- Rumigny
- Sains-en-Amiénois
- Saint-Fuscien
- Saint-Sauflieu
- Saleux
- Salouël
- Thézy-Glimont
- Vers-sur-Selles